# بيتر دوهرتي
بيتر تشارلز دوهرتي (بالإنجليزية: Peter Charles Doherty)‏ (ولد في 15 أكتوبر 1940) هو جراح بيطري أسترالي وباحث في مجال الطب. حصل على جائزة نوبل في الطب سنة 1996 مشاركة مع السويسري رولف تسينكرناغل.

## مولده ونشأته
ولد دوهرتي في بريزبان بولاية كوينزلاند الأسترالية، والتحق بمدرسة إندوروبيلي الثانوية الرسمية، ثم حصل على درجة البكالوريوس في العلوم الطبية البيطرية سنة 1962، ثم الماجستير في العلوم الطبية البيطرية سنة 1966 من جامعة كوينزلاند.

## عمله الأكاديمي
بعد أن حصل دوهرتي على دكتوراه الفلسفة سنة 1970 من جامعة إدنبرة الاسكتلندية، عاد إلى أستراليا ليقوم بإجراء أبحاثه (التي استحق بها جائزة نوبل) في مدرسة جون كيرتن للأبحاث الطبية (بالإنجليزية: John Curtin School of Medical Research)‏ في كانبيرا. ويقوم دوهرتي حالياً بإجراء أبحاثه في مستشفى سانت جود البحثي للأطفال (بالإنجليزية: St. Jude Children's Research Hospital)‏ في ممفيس بولاية تينيسي الأمريكية، حيث يعمل أستاذاً زائراً بمركز العلوم الصحية بجامعة تينيسي، ويعمل دوهرتي بقية أشهر السنة في قسم الميكروبيولوجيا وعلم المناعة بجامعة ملبورن الأسترالية في ولاية فكتوريا.

## أبحاثه
تركزت أبحاث دوهرتي حول الجهاز المناعي، واكتشف في بحثه الذي فاز عنه بجائزة نوبل كيف تحمي الخلايا المناعية الجسم من الفيروسات. واشترك مع تسينكرناغل في اكتشاف كيفية توافق الخلايا التائية في عملها مع بروتينات معقد التوافق النسيجي الكبير.
تغزو الفيروسات الخلايا وتتكاثر داخلها. وتقوم الخلايا التائية القاتلة بتدمير هذه الخلايا المصابة حتى لا تتكاثر الفيروسات. وقد اكتشف دوهرتي وتسينكرناغل أن الخلايا التائية القاتلة تحتاج ـ لكي تتعرف على الخلايا المصابة ـ لا بد أن تتعرف على جزيئين يوجدان على سطح الخلية، أحدهما هو المستضد الخاص بالفيروس، والآخر هو جزيء معقد التوافق النسيجي الكبير. ويتم هذا التعرف عن طريق مستقبِل يوجد على السطح الخارجي للخلية التائية. وقد كان المعروف سابقاً عن معقد التوافق النسيجي الكبير أنه مسؤول فقط عن رفض الجسم للأنسجة المنزرعة غير المتوافقة معه، فأضاف تسينكرناغل ودوهرتي أن لهذا المعقد دوراً آخر في مقاومة الفيروسات.

## الجوائز والتكريمات التي حصل عليها
إلى جانب جائزة نوبل في الطب سنة 1996، حصل دوهرتي أيضاً على جائزة ألبرت لاسكر للأبحاث الطبية الأساسية سنة 1995، كما حصل على لقب رجل العام في أستراليا سنة 1997، وكرم في يوم أستراليا سنة 1997، كما منح وسام أستراليا من رتبة رفيق تقديراً لأعماله البحثية مع تسينكرناغل.

## دليله إلى جائزة نوبل
نشر دوهرتي كتابه «دليل المبتدئ إلى جائزة نوبل» (بالإنجليزية: The Beginner's Guide to Winning the Nobel Prize)‏ سنة 2005، وصدر عن دار نشر جامعة ملبورن، وهو كتاب يميل إلى السيرة الذاتية.

## روابط خارجية
- بيتر دوهرتي على موقع الموسوعة البريطانية (الإنجليزية)
- بيتر دوهرتي على موقع مونزينجر (الألمانية)
- بيتر دوهرتي على موقع إن إن دي بي (الإنجليزية)